# ماساكازو كوندو
ماساكازو كوندو (باليابانية: 近藤正和؛ بالكانا: こんどう まさかず) هو لاعب شوغي ‏ ياباني، ولد في 31 مايو 1971 في كاشيوازاكي في اليابان.